# Namdhari
Namdhari – odłam sikhów wierzących w Satguru Ram Singha jako żyjącego XII guru, (w przeciwieństwie do sikhizmu głównego nurtu, który twierdzi że autorytet guru został po śmierci X guru Gobinda Singha w 1708 roku przelany na świętą księgę Guru Granth Sahib). 
Namdhari są ścisłymi wegetarianami, nie uznają posagu i wystawnych wesel.
Sikhowie z tradycji namdhari otaczają krowy szczególnym szacunkiem, podobnie jak to ma miejsce w hinduizmie.

## Wygląd zewnętrzny
Namdhari noszą białe, ręcznie tkane szaty i wiążą turban w sposób odmienny od większości sikhów - poziomo na czole. Na szyi noszą utkaną wełnianą malę ze 108 węzłami, która służy jako różaniec.